# SANSA (linie lotnicze)

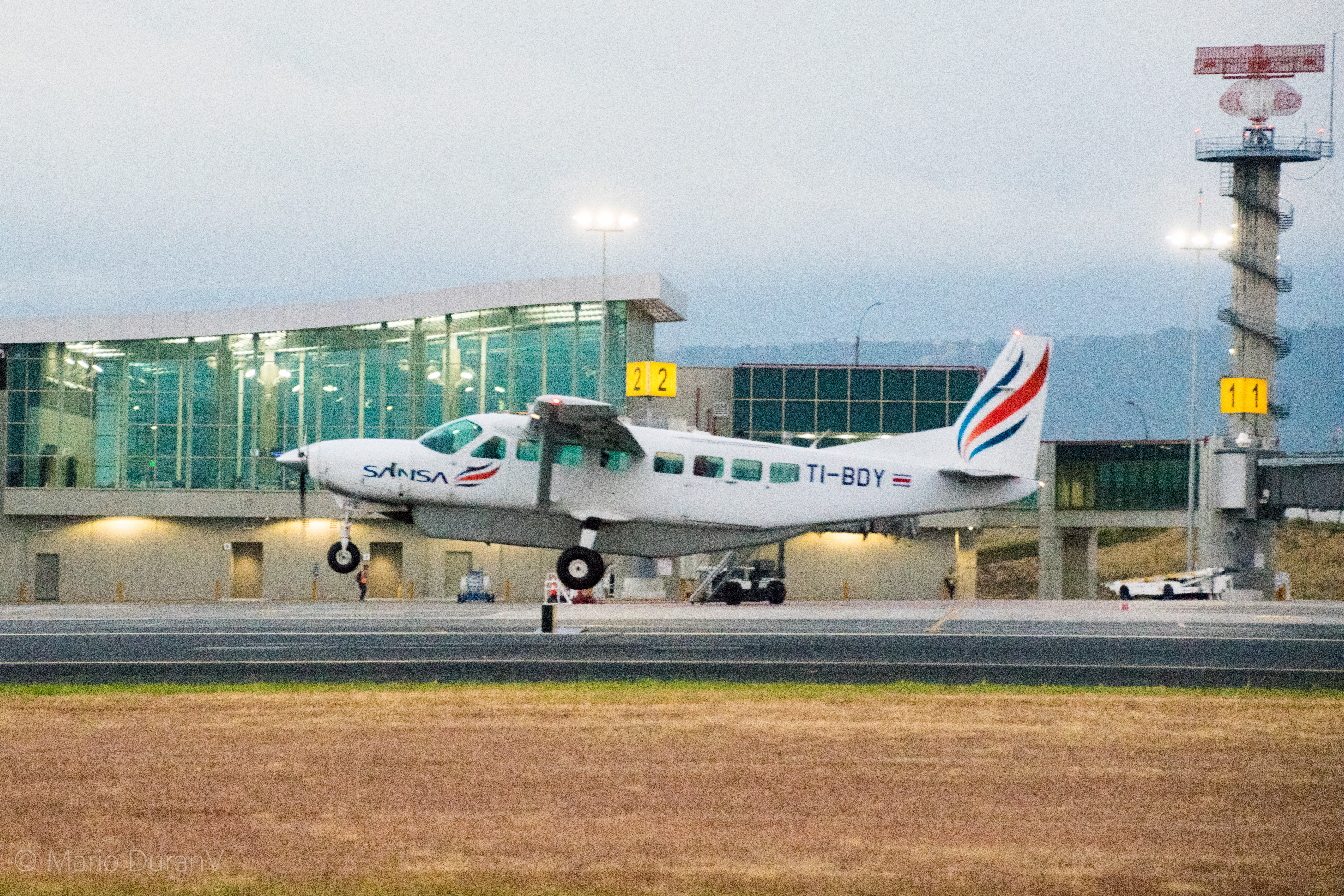
Cessna 208B Grand Caravan przewoźnika SANSA startujący z portu lotniczego Juan Santamaria

SANSA (Servicios Aéreos Nacionales S.A.) – kostarykańskie linie lotnicze z bazą w porcie lotniczym Juan Santamaria.

## Historia
Linie zostały założone w 1978 roku jako spółka córka LACSA w celu obsługi lotów krajowych.
W maju 2019 r. linie zostały sprzedane przez Avianca Holding spółce Regional Airlines Holding LLM.

## Flota
We wrześniu 2024 r. flota linii składała się z 10 samolotów Cessna 208 (4 Cessna 208B Grand Caravan EX, 4 Cessna 208B Grand Caravan, 2 Cessna 208B Caravan I).

## Kierunki
Przewoźnik wykonuje połączenia do 12 miast w Kostaryce oraz do Managui i Bocas del Toro.